# Peaches en Regalia
Peaches en Regalia – utwór instrumentalny z 1969 roku nagrany przez Franka Zappę wydany w 1970 roku na promocyjnym singlu. Wcześniej kompozycję opublikowano na albumie Hot Rats (1969). Autorem kompozycji jest Zappa.
Na liście 100 najlepszych piosenek 1969 roku, sporządzonej przez redakcję amerykańskiego czasopisma „Billboard” i opublikowanej w 2019 roku, utwór „Peaches en Regalia” został umieszczony na 76. pozycji.
W 2009 roku amerykański zespół Zappa Plays Zappa (w tym syn Zappy Dweezil, gitarzysta Steve Vai i saksofonista Napoleon Murphy Brock) został uhonorowany nagrodą Grammy w kategorii Best Rock Instrumental Performance za ten utwór.

## Charakterystyka
„Peaches en Regalia” jest jednym z najpopularniejszych utworów w dyskografii Zappy. To instrumentalne dzieło rockowe po raz pierwszy wydane zostało na albumie Hot Rats (1969), na którym było ścieżką otwierającą. Kompozycję rozpoczyna charakterystyczne intro perkusyjne. Podczas wtórnych wykonań utworu przez Zappę, a także przez innych artystów, nigdy w pełni nie odwzorowywano oryginalnej wersji studyjnej.
Wersja z Hot Rats, która trafiła też na promocyjny singiel (strona B: „Little Umbrellas”) wydany w 1970 roku przez wytwórnię Bizarre, jest muzycznie najbardziej wyrazista. Oryginalną aranżację wyróżnia wesoła melodia, którą oparto na solidnej sekcji rytmicznej. Druga aranżacja z 1971 roku, którą opublikowano na albumie koncertowym Fillmore East: June 1971, zawiera wokalizę w wykonaniu Howarda Kaylana i Marka Volmana. Na album Tinseltown Rebellion z 1981 roku trafiła wersja utworu zatytułowana „Peaches III”. Tę aranżację wypełnia charakterystyczne brzmienie syntezatora, na którym zagrał Tommy Mars, oraz oryginalny łącznik.
„Peaches en Regalia” był w programach koncertów Zappy w 1971 roku, w latach 1976–1980 i ponownie podczas jego ostatniej trasy koncertowej w 1988 roku. W latach 1976–1977 tą kompozycją zespół regularnie otwierał występy na żywo (perkusyjnemu intro towarzyszyło podnoszenie kurtyny), a w 1980 roku utwór grano na bis.

## Personel
Źródło:
- Frank Zappa – gitara
- Ian Underwood – keyboardy, flet, saksofon, klarnet
- Shuggie Otis(inne języki) – gitara basowa
- Ron Selico – perkusja

## Wersje innych wykonawców
- 2000: Dixie Dregs – California Screamin’ (album koncertowy; gościnny występ podczas wyk. „Peaches en Regalia”: Dweezil Zappa – gitara)[7]
- 2007: Phish – Vegas 96 (album koncertowy; materiał nagrany w 1996 r.)[8]